# 6 Horas de Baréin 2012
Las 6 Horas de Baréin 2012 fue un evento de carreras deportivas de resistencia celebrado en el Circuito Internacional de Bahrain, Sakhir, Baréin los días 27 a 29 de septiembre de 2012, y fue como la sexta carrera de la Temporada 2015 del Campeonato Mundial de Resistencia. André Lotterer, Marcel Fässler y Benoît Tréluyer de Audi ganaron la carrera a bordo del Audi R18 e-tron quattro No.1.

## Clasificación
Los ganadores de las poles en cada clase están marcados en negrita.
| Pos | Clase     | Equipo                      | Piloto               | Tiempo   | Grilla |
| --- | --------- | --------------------------- | -------------------- | -------- | ------ |
| 1   | LMP1      | #2 Audi Sport Team Joest    | Allan McNish         | 1:45.814 | 1      |
| 2   | LMP1      | #1 Audi Sport Team Joest    | Marcel Fässler       | 1:45.888 | 2      |
| 3   | LMP1      | #7 Toyota Racing            | Nicolas Lapierre     | 1:46.254 | 3      |
| 4   | LMP1      | #12 Rebellion Racing        | Neel Jani            | 1:47.638 | 4      |
| 5   | LMP1      | #21 Strakka Racing          | Danny Watts          | 1:48.446 | 5      |
| 6   | LMP1      | #22 JRM                     | Karun Chandhok       | 1:48.784 | 6      |
| 7   | LMP2      | #44 Starworks Motorsport    | Stéphane Sarrazin    | 1:51.798 | 7      |
| 8   | LMP2      | #25 ADR-Delta               | John Martin          | 1:52.285 | 8      |
| 9   | LMP2      | #24 OAK Racing              | Olivier Pla          | 1:52.368 | 9      |
| 10  | LMP2      | #35 OAK Racing              | Dominik Kraihamer    | 1:52.609 | 10     |
| 11  | LMP2      | #49 Pecom Racing            | Nicolas Minassian    | 1:52.624 | 11     |
| 12  | LMP2      | #32 Lotus                   | James Rossiter       | 1:52.696 | 12     |
| 13  | LMP2      | #26 Signatech-Nissan        | Roman Rusinov        | 1:53.328 | 13     |
| 14  | LMP2      | #31 Lotus                   | Thomas Holzer        | 1:53.733 | 14     |
| 15  | LMP2      | #23 Signatech-Nissan        | Jordan Tresson       | 1:53.793 | 15     |
| 16  | LMP2      | #29 Gulf Racing Middle East | Fabien Giroix        | 1:55.465 | 16     |
| 17  | LMP2      | #41 Greaves Motorsport      | Christian Zugel      | 1:58.603 | 17     |
| 18  | LMGTE Pro | #97 Aston Martin Racing     | Stefan Mücke         | 2:00.234 | 18     |
| 19  | LMGTE Pro | #77 Team Felbermayr-Proton  | Richard Lietz        | 2:00.532 | 19     |
| 20  | LMGTE Pro | #51 AF Corse                | Giancarlo Fisichella | 2:01.522 | 20     |
| 21  | LMGTE Pro | #71 AF Corse                | Olivier Beretta      | 2:01.861 | 21     |
| 22  | LMGTE Am  | #61 AF Corse-Waltrip        | Rui Águas            | 2:02.812 | 22     |
| 23  | LMGTE Am  | #50 Larbre Compétition      | Fernando Rees        | 2:03.253 | 23     |
| 24  | LMGTE Am  | #88 Team Felbermayr-Proton  | Paolo Ruberti        | 2:03.686 | 24     |
| 25  | LMGTE Am  | #70 Larbre Compétition      | Christophe Bourret   | 2:04.934 | 25     |
| 26  | LMGTE Am  | #55 JWA-Avila               | Joël Camathias       | 2:05.572 | 26     |
| 27  | LMGTE Am  | #57 Krohn Racing            | Tracy Krohn          | 2:06.806 | 27     |
| —   | LMP1      | #13 Rebellion Racing        | No Time              | No Time  | 28     |

## Carrera
Resultados por clase
| Pos. general | Pos. clase | Clase     | N.°  | Escudería               | Pilotos                                              | Automóvil                 | Vueltas | Tiempo/Retirado | Campeonato | Campeonato |
| Pos. general | Pos. clase | Clase     | N.°  | Escudería               | Pilotos                                              | Automóvil                 | Vueltas | Tiempo/Retirado | Pos.       | Puntos     |
| LMP1         | LMP1       | LMP1      | LMP1 | LMP1                    | LMP1                                                 | LMP1                      | LMP1    | LMP1            | LMP1       | LMP1       |
| ------------ | ---------- | --------- | ---- | ----------------------- | ---------------------------------------------------- | ------------------------- | ------- | --------------- | ---------- | ---------- |
| 1            | 1          | LMP1      | 1    | Audi Sport Team Joest   | Benoît Tréluyer Marcel Fässler André Lotterer        | Audi R18 e-tron quattro   | 191     | 6:00:56.244     | 1          | 25         |
| 2            | 2          | LMP1      | 2    | Audi Sport Team Joest   | Allan McNish Tom Kristensen                          | Audi R18 e-tron quattro   | 190     | +1 vuelta       | 2          | 18         |
| 3            | 3          | LMP1      | 21   | Strakka Racing          | Jonny Kane Danny Watts Nick Leventis                 | HPD ARX-03a-Honda         | 185     | +6 vueltas      | 3          | 15         |
| 4            | 4          | LMP1      | 12   | Rebellion Racing        | Nicolas Prost Neel Jani                              | Lola B12/60 Coupé         | 184     | +7 vueltas      | 4          | 12         |
| 5            | 5          | LMP1      | 13   | Rebellion Racing        | Congfu Cheng Andrea Belicchi                         | Lola B12/60 Coupé-Toyota  | 181     | +10 vueltas     | 5          | 10         |
| Ret          | Ret        | LMP1      | 7    | Toyota Racing           | Alexander Wurz Nicolas Lapierre                      | Toyota TS030 Hybrid       | 144     | Retirado        | Ret        | Ret        |
| Ret          | Ret        | LMP1      | 22   | JRM                     | Peter Dumbreck Karun Chandhok David Brabham          | HPD ARX-03a-Honda         | 61      | Retirado        | Ret        | Ret        |
| LMP2         |            |           |      |                         |                                                      |                           |         |                 |            |            |
| 6            | 1          | LMP2      | 49   | PeCom Racing            | Pierre Kaffer Nicolas Minassian Luis Pérez Companc   | Oreca 03-Nissan           | 179     | 6:02:11.919     | 6          | 8          |
| 7            | 2          | LMP2      | 23   | Signatech-Nissan        | Jordan Tresson Olivier Lombard Franck Mailleux       | Oreca 03-Nissan           | 177     | +2 vueltas      | 7          | 6          |
| 8            | 3          | LMP2      | 44   | Starworks Motorsport    | Stéphane Sarrazin Tom Kimber-Smith Enzo Potolicchio  | HPD ARX-03b-Honda         | 177     | +2 vueltas      | 8          | 4          |
| 9            | 4          | LMP2      | 32   | Lotus                   | Kevin Weeda James Rossiter Vitantonio Liuzzi         | Lola B12/80 Coupé-Lotus   | 177     | +2 vueltas      | 9          | 2          |
| 10           | 5          | LMP2      | 26   | Signatech-Nissan        | Roman Rusinov Pierre Ragues Nelson Panciatici        | Oreca 03-Nissan           | 176     | +3 vueltas      | 10         | 1          |
| 11           | 6          | LMP2      | 24   | OAK Racing              | Olivier Pla Matthieu Lahaye Jacques Nicolet          | Morgan-Nissan             | 172     | +7 vueltas      | 11         | 0.5        |
| 12           | 7          | LMP2      | 41   | Greaves Motorsport      | Elton Julian Ricardo González Christian Zugel        | Zytek Z11SN-Nissan        | 170     | +9 vueltas      | 12         | 0.5        |
| 20           | 8          | LMP2      | 25   | ADR-Delta               | Tor Graves John Martin                               | Oreca 03-Nissan           | 161     | +18 vueltas     | 20         | 0.5        |
| Ret          | Ret        | LMP2      | 31   | Lotus                   | Luca Moro Thomas Holzer                              | Lola B12/80 Coupé-Lotus   | 103     | Retirado        | Ret        | Ret        |
| Ret          | Ret        | LMP2      | 29   | Gulf Racing Middle East | Jean-Denis Délétraz Keiko Ihara Fabien Giroix        | Lola B12/80 Coupé-Nissan  | 97      | Retirado        | Ret        | Ret        |
| Ret          | Ret        | LMP2      | 35   | OAK Racing              | Alex Brundle Dominik Kraihamer Bertrand Baguette     | Morgan-Nissan             | 14      | Retirado        | Ret        | Ret        |
| LMGTE Pro    |            |           |      |                         |                                                      |                           |         |                 |            |            |
| Pos. general | Pos. clase | Clase     | N.°  | Escudería               | Pilotos                                              | Automóvil                 | Vueltas | Tiempo/Retirado | Campeonato | Campeonato |
| Pos. general | Pos. clase | Clase     | N.°  | Escudería               | Pilotos                                              | Automóvil                 | Vueltas | Tiempo/Retirado | Pos.       | Puntos     |
| 13           | 1          | LMGTE Pro | 51   | AF Corse                | Toni Vilander Giancarlo Fisichella                   | Ferrari F458 Italia       | 170     | 6:02:25.906     | 13         | 0.5        |
| 14           | 2          | LMGTE Pro | 97   | Aston Martin Racing     | Darren Turner Stefan Mücke                           | Aston Martin Vantage V8   | 169     | +1 vuelta       | 14         | 0.5        |
| 15           | 3          | LMGTE Pro | 77   | Team Felbermayr-Proton  | Richard Lietz Marc Lieb                              | Porsche 911 RSR (997)     | 169     | +1 vuelta       | 15         | 0.5        |
| 16           | 4          | LMGTE Pro | 71   | AF Corse                | Olivier Beretta Excluido Andrea Bertolini            | Ferrari F458 Italia       | 169     | +1 vuelta       | 16         | 0.5        |
| LMGTE Am     |            |           |      |                         |                                                      |                           |         |                 |            |            |
| 17           | 1          | LMGTE Am  | 88   | Team Felbermayr-Proton  | Christian Ried Gianluca Roda Paolo Ruberti           | Porsche 911 RSR (997)     | 165     | 6:02:35.604     | 17         | 0.5        |
| 18           | 2          | LMGTE Am  | 61   | AF Corse-Waltrip        | Robert Kauffman Brian Vickers Rui Águas              | Ferrari F458 Italia       | 164     | +1 vuelta       | 18         | 0.5        |
| 19           | 3          | LMGTE Am  | 57   | Krohn Racing            | Tracy Krohn Niclas Jönsson Michele Rugolo            | Ferrari F458 Italia       | 162     | +3 vueltas      | 19         | 0.5        |
| 21           | 4          | LMGTE Am  | 50   | Larbre Compétition      | Patrick Bornhauser Julien Canal Fernando Rees        | Chevrolet Corvette C6-ZR1 | 157     | +8 vueltas      | 21         | 0.5        |
| 22           | 5          | LMGTE Am  | 70   | Larbre Compétition      | Jean-Philippe Belloc Christophe Bourret Pascal Gibon | Chevrolet Corvette C6-ZR1 | 153     | +12 vueltas     | 22         | 0.5        |
| 23           | 6          | LMGTE Am  | 55   | JWA-Avila               | Joël Camathias Benny Simonsen Paul Daniels           | Porsche 911 RSR (997)     | 150     | +15 vueltas     | 23         | 0.5        |

Fuentes: FIA WEC.